# 科学忍者隊ガッチャマンF
『科学忍者隊ガッチャマンF』（かがくにんじゃたいガッチャマンファイター）は、『科学忍者隊ガッチャマン』シリーズ第3作として『科学忍者隊ガッチャマンII』から連続してフジテレビ系で毎週日曜日18時00分から18時30分に放送された、タツノコプロ製作のテレビアニメ。1979年10月7日から1980年8月31日まで放映。全48話。

## ストーリー
科学忍者隊はソーラーシフト計画を成功の一歩手前で阻止し、総裁Xの野望を打ち砕いた。ソーラーシフト計画で荒れ果てた地球は徐々にではあるが復興を始めていた。その一方で、ドクター・ラッフェルを失い、彼の手によりサイボーグとして生まれ変わったジョーに内蔵されたブラックボックスの解析とエネルギー補給の目処は進まず、日を追う毎に死が近づいていく。
そのころ、隕石山の崩壊したギャラクター本部では、破壊された総裁Xの頭脳、粉々になったその残骸の中で、唯一生きていた部品が活動を始め、あらゆる機械を取り込んで増殖していた。時を同じくして、マフィアのエゴボスラーファミリーは今が好機と世界征服に打って出る。エゴボスラー対ガッチャマンの初めての対決の最中、突如現れた超巨大鉄獣メカに対し、ニューゴッドフェニックスは歯が立たず大破してしまう。鉄獣メカを作り出し操っていたのは総裁Xの亡骸から誕生した総統Zであった。エゴボスラーと総統Zは利害が一致したことで結託し、新生ギャラクターを名乗ることになった。
ニューゴッドフェニックスを撃墜され、満身創痍の4人（ジョー以外）を救った鴨三郎技師長は彼らをガッチャマン基地へと迎え入れ、新たなる翼「ガッチャ・スパルタン」と新たな武器「ガッチャマンフェンサー」（剣）などを与える。ジョーのエネルギー補給の目処も立ち、健は仲間たちとともに三度ギャラクターを迎え撃つ。
しかし、ガッチャマンフェンサーは健の命をも削るという、文字通り両刃の剣であることを5人はまだ知らない。

## 作品解説
『ガッチャマンII』の続編であり、後年制作されたOVAによるリメイク版などを除けば、現時点でのシリーズの最終作である。本作品は前二作とはやや毛色の異なる、人類とギャラクターの全面戦争を中心としたストーリーが特徴となった。これまでは南部の指令により活動をしていたが、今作では彼が国際科学技術庁長官に任命され多忙な日々を送っていることから基本的に健が活動指揮を執るようになった。それに加えて本作品では前作とは異なる設定を加えている。
- 前二作よりもストーリーを分かりやすくし、主題歌なども全体的に低年齢向けの要素を取り入れている。
- 各国の人々との交流を描き、より視聴者に親近感を与えた。
- メカに搭乗して戦うシーンが大幅に増え、健以外は生身のアクションシーンがあまり見られなくなった（ただし全くないわけではなく、序盤やクライマックスなどでそれぞれのアクションが見られた）。ちなみに本作品では科学忍法竜巻ファイターは二度しか用いられていない（第6話、第12話）。

しかし、逆に本編ではマイナスの印象を持つ設定なども発生してしまう。
- ジョーの余命という前二作では重要だった要素は、このシリーズに入ってから早々に解決し、本シリーズでは単なる不死身のサイボーグとなってしまった。
- メカアクションを重視したせいで、キャラクター関連のエピソードが前作より少なくなってしまった。
- 三作目ともなるとマンネリ化に陥り、また作画、脚本のクオリティが前作よりも低い回も見られるようになった。なお、この傾向は前作『II』の時点でも既に出ていた。

終盤では主要キャラクター・南部博士の死や、闘いのダメージで細胞破壊に苦しむ健の姿なども描かれ、ハードな展開となった。前作よりも放映期間を1か月短縮した形でガッチャマンは本作品でシリーズ終了となったため、後番組『とんでも戦士ムテキング』は1年1か月という放映期間となった。
マンネリ化に陥った本編だが、今までにない設定もある。エゴボスラーが率いる新組織であり、彼が総統Zと手を組んだことでギャラクターを襲名する「エゴボスラーファミリー」の存在は前2作の敵組織ギャラクターとは異なり、仲間意識が強いマフィアとして、組織に対する士気や忠誠度も比較にならぬほど高く描かれていた。さらにこれまでのギャラクターが主にテロを手段として世界征服を狙う秘密結社だったのに対し、全世界相手に堂々たる軍事行動を用いた点でも異色である。
本作品ではアグリカ上陸作戦など、敵侵攻に合わせて科学忍者隊が前線で活躍する展開が見られ、『新造人間キャシャーン』や『コンバット!』のような軍事物の要素も色濃く内包されていた（だが、「主人公は戦争の中での一部隊」との扱いでは忍者隊が戦争の核になり得ず、ヒーロー性が発揮出来ないため、番組後半、敵の活動は従来の暗躍型へと路線変更となった）。なお、余談だがファミリーは伯爵家の略称「エゴラー!」の掛け声で忠誠を表す。
ファミリーのボスであるエゴボスラーは、総裁Xにより人工的に生み出されたミュータントであるベルクカッツェやゲルサドラとは異なり、自らの意思で世界征服を狙い、総統Zとは部下ではなく同盟者として対等の立場を貫き、その力を利用せんとする誇り高く、野望の強いキャラクターとして描かれるなど前二作とは大きく違う点がある。
エゴボスラー役の中田浩二は前作『II』の第14話で客演したことがあり、本作品ではかつて前二作のレギュラー役を担当したことのある大宮悌二や寺島幹夫が、別の人物役として客演している。

## 主な登場キャラクター

### 科学忍者隊
鷲尾 健（わしお けん）/ガッチャマン＝大鷲の健
声 - 森功至
本作品では、エゴボスラーの非道なやり方に激高し目に見えるほどの対抗心を表すことがしばしばある。
今作での武器はエネルギーソード、ガッチャマンフェンサー（通称・Gフェンサー）というやや細身の両刃剣で柄頭には鷲、鍔には翼の意匠が施されている。ガッチャスパルタン合体完了時に発生する力場、デルタパワーフィールドからのエネルギーを受ければ2万kW相当のパワーを誇り、厚さ数十センチの鋼鉄をも易々と斬り裂く。そのため、ギャラクターとの格闘戦ばかりか鉄獣メカとの戦闘でも大活躍する。さらに16話からデルタパワーに対応したGスーツの開発によって新必殺技であるハイパーシュートの使用が可能となった。
ハイパーシュートは初使用以降暫くは頻繁に使用することはなかったが、鉄獣が強化された中盤以降は毎回使用せざるを得なくなった。そのため、終盤はハイパーシュートの副作用である細胞破壊に何度も悩まされることとなった。第42話では南部を殺したエゴボスラーを追い詰めるも、すんでのところで再発した細胞破壊をエゴボスラーに看破されてしまう。その後も（一時的ではあるが）視力を失うなどの重く急激な進行によってエゴボスラーを取り逃がしてしまうなど、幾度も危機を迎える。最終回でガッチャマンフェンサーを持って、遂に総統Zを討ち果たすが、細胞破壊により力尽きて倒れてしまう。しかし、亡き南部の形見となる不死鳥のレリーフが彫られているペンダントに奇跡が起こり、科学忍者隊は不死鳥となって総統Zもろとも反物質小惑星に飲み込まれる寸前に脱出した描写があるが、生死は全員が不明である。
ジョージ浅倉（ジョージ あさくら）/コンドルのジョー
声 - ささきいさお
第1話冒頭では「戦いの中でしか生きられない」とこぼすが健に「生きてこの光をお前のものにしろ」と諭され、第2話でまともに動けない体をおして、出撃する。2話ラストで『II』において作戦中さんざん苦しめられたエネルギー供給の問題が解決し、以後は不死身のサイボーグとしてメンバーの窮地を幾度も救う。
命の恩人ともいえる健のことはメンバーの誰よりも心配しており、彼の細胞破壊にいち早く気づいたときにも、南部に「ハイパーシュート用のGスーツをなぜサイボーグの俺に渡さなかった」と問い詰めていた。
今作での武器はロケット羽手裏剣。スピード・射程距離・破壊力がそれまでの羽手裏剣より大きく向上した。旧羽手裏剣はジョー以外の複数のメンバーが使用していたが、ロケット羽手裏剣はジョー専用の武器になっている。また、前作で総裁X抹殺用に内蔵された反物質爆弾付きブラックボックスは最終回にて重要な役割を果たした。
ジュン/白鳥のジュン
声 - 杉山佳寿子
今作での武器は左の腕輪に内蔵した電磁ネット投射装置、エレネッター。終盤で健が細胞破壊により苦しむ姿を見て、彼の役に立とうとする姿が前二作より多く見られた。忍者隊の溜まり場であるスナックJは第1話のみに登場している。
甚平（じんぺい）/燕（つばくろ）の甚平
声 - 塩屋翼
今作での武器はコマ型の投擲武器、スワロートップ。忍者隊の中では一番心身ともに成長した彼だが、おっちょこちょいな性格は今作も変わらず。一方で彼の発言が忍者隊の危機を救うこともある。
中西 竜（なかにし りゅう）/みみずくの竜
声 - 兼本新吾
今作での武器は鎖鎌、オウルシクルー。前作同様、他のメンバーと共に戦うことが多かったが、5人に代わってマシンの操縦を担当するパイマーがいなくなったため、第1作同様に留守番をするときもあった。竜にスポットを当てた回では、過去の激戦で磨かれたその操縦技術から「竜あってのガッチャ・スパルタン」とメンバーに評されている。

### 支援者
南部 考三郎（なんぶ こうざぶろう）
声 - 大平透
今作ではアンダーソンに代わり、津波で壊滅したアメガポリスからニュージョークへ移転した国際科学技術庁（ISO）の長官に就任。そのためガッチャマン基地にいることは少なく、基地内のモニターパネルから5人に指示を出していることが多かった。第10話では謀略の専門家のヴィッテンドルフの洗脳針に操られ基地ごと葬られようと危機に迫られたことがある。第42話ではガラスの破片を手裏剣のように投げたり銃器に長けてたりと身体能力の高さが窺える描写もあった。
総統Zの謎に関わる宇宙パルスの解明のために単身動いた第34話以降から、ギャラクターに命を狙われる機会が多くなり、さらにエゴボスラーが密かに放ったスパイ・SP-2号に全ての動向が筒抜けにされ、自ら宇宙パルスを探る目的があったとはいえ、遂に第41話で捕らえられてしまう。そして第42話にて自白剤による拷問に耐え、エゴボスラーからも「殺すには惜しい男」と評された。さらに自白する振りをして逆にワインに混ぜた自白剤で宇宙パルスの正体をエゴボスラーに自白させるが、結局、科学忍者隊の眼前で凶弾に倒れ、帰らぬ人となった。
死ぬ前に鴨技師長に託し、健の手に渡った不死鳥のレリーフが彫られているペンダントは最終決戦時に重要なアイテムとなった。また最終回では細胞破壊により力尽きかける健の前に幻影として現れ、「生きろ」と諭す。
鴨 三郎（かも さぶろう）
声 - 及川ヒロオ
ガッチャスパルタンの整備担当技師長。南部博士に「科学忍者隊の面倒を見るように」と依頼されており、彼らに父親のように接する。健たちからの愛称は爺様（ジサマ）。第32話での鴨技師長の回想シーンを見ると、ガッチャマン基地とガッチャスパルタン完成に伴い、南部博士自ら説得に伺って招聘したようである。妻と子供夫婦がいたが既に他界しており、ただ一人の肉親として、シュウイチという孫がいる。
第41話で健に付着していたアンテナ物質に気付くが時既に遅く、基地崩壊に巻き込まれるが、辛くも生き延びた。以後は国際科学技術庁本部の崩壊を経て、管轄の宇宙観測所に拠点を移し、正式に科学忍者隊の指揮官となった。ガッチャマンのお陰で地球は救われ、関係者と共に空を見上げつつ科学忍者隊の安否を気遣いながら涙を流していた。
鷲尾 健太郎（わしお けんたろう）/レッドインパルス
声 - 嶋俊介
健の亡き父。前々作以来、南部博士と共に健の夢に登場（第46話）。細胞破壊に苦しむ健に「死を恐れることは自らが破れること」、「死を恐れるな、力の限りに戦え」と諭して消えていった。

### ギャラクター
総統Z
声 - 加藤精三
隕石山のギャラクター本部跡に残された総裁Xの亡骸の中で、ただ一つだけ稼働し、機能していた部品（わずか10cmにも満たぬパーツ。本人曰く｢メカブレーン｣。第1話で正体は明かされているが、健たちがそれを知るのは最終話のことである）が、新たな自我を得たもの。および、それが自らを核として構成した、機械仕掛けの超大型ピラミッド。
第1話で造船所の機材を使ってその外観を構成したのち、巨大鉄獣メカと共にエゴボスラーと科学忍者隊の前に出現する。エゴボスラーから供給される資材を利用して内部で鉄獣メカを生産することができ、それをエゴボスラーに与えて作戦を実行させていた。その巨体で浮遊飛行すると共に瞬間移動ができる。内部は見掛け以上の異次元空間的な広がりを持っており、メカと生物組織が融合した機械生命体的な様相を見せていた。
彼の目的はセレクトロ星のために働いた総裁Xと違い、地球人に倒されたXの復讐のみに特化しており、エゴボスラーをたぶらかし、その配下に付かせていた。最期は内部に侵入した科学忍者隊との死闘の末、健によってちっぽけな本体（上記の通り10cmにも満たない）を真っ二つにされ、火の鳥と化したスパルタンが内部から脱出した後、地球にぶつけようとしていた反物質小惑星に飲み込まれ小惑星もろとも消滅した。
名前の由来は前総裁Xがカッツェに付けようとしていた殺しの暗号。
エゴボスラー伯爵
声 - 中田浩二（第27話の回想シーンでは、田中秀幸が担当。）
イーロッパのサタンホーフェンを本拠に勢力を持つマフィア、エゴボスラーファミリーを率いる顔面蒼白の男。頭に白い仮面を被る時もあった。エゴボスラー伯爵自体は代々襲名するマフィアの長と爵位の名前であり、本当の名前はエルン。大伯爵と呼ばれた先代の妾腹の子で、その母親はマーゴットという名の召使い。幼いころから大伯爵に母親とともに蔑まれ、虐げられる日々を送っていた。ある日、異母兄カセルの怪我に怒った大伯爵による苛烈な鞭打ちを母とともに受けた後、母から自身の父が大伯爵であることを告げられる（そのことが明かされる以前、自身の父親はすでに他界したと思い込んでいた）。しかし、その直後に鞭打ちの傷が元でエルンの腕の中で母が息絶えたのを機に、大伯爵の仕打ちに復讐をすべく、カセルそっくりに顔を整形した上で大伯爵を射殺（その際カセルが投げたナイフで頬を負傷。以後古傷となる）。正統後継者であるカセルを幽閉して成り代わり、自らを「悪魔の申し子」として伯爵位を襲名、世界征服を目指すようになる。旧友のオンケーン公爵にも、その秘密を暴露されかけたが、口封じに抹殺し証拠も1つも残さぬよう隠滅した。
ギャラクターに憧れており、ベルク・カッツェとゲルサドラを「偉大な指導者」として尊敬し、自室には肖像を飾っているほどである。総統Zと手を組んだ後はエゴボスラーファミリーをギャラクターとして襲名。その首領となるが、後には総統Zを差し置いて自らが世界を征服しようと目論むようになる。
同じファミリーの部下である少年航空隊ポール・バレットや、チシリアの鷹と呼ばれた青年大佐ハイリッヒにさえ尊敬されている。
側近のケンペラーやメカンドルを任務に就かせるほか、ガリオスやザバンダ、ガンダなど国外支部からの協力者と共同戦線を張ることもある。しかし、部下のバッカス（ユルゲント）大佐の裏切りでガッチャマンにより本拠地のサタンホーフェンを喪失。新本拠地ギャラタウンへと撤退することとなる。
伯爵と名乗っているためかこれまでのギャラクター首領とは大きく異なり、権謀術数よりも誇り高く正々堂々とした戦い方を好む。身体能力と剣術の腕もかなりのもので、自ら輝く剣（レーザー剣?）を手にガッチャマンと渡り合ったこともしばしばあった。第39話で秘密を知ったケンペラーの罠にかかり失脚させられたが、その強い野心と不屈の精神により再び立ち上がり南部博士やカセルを謀殺後、ケンペラーを粛清して首領へ返り咲いた（第43話）。そして、総統Zに謀られていたことを知って反旗を翻し、最終回でZの本体を見つけ、追い詰めようとするも剣を奪われて貫かれる。
死の直前に部下たちが自分を賞賛する「エゴラー!」の大歓声に包まれる幻影を見ながら、目を見開いて立ったまま往生するという壮絶な最期を遂げた。遺体はガッチャマンたちに目撃され、常に首に吊してある母親の写真入りペンダントを発見されている。
一人称は「私」だが、カセルと二人の時では「俺」を使っている。
ベートーヴェン交響曲第3番「英雄」を特に好み、懐古趣味の蓄音機で流す同曲をワイングラス片手に聞き惚れる描写が度々流れた。
ケンペラー
声 - 緒方賢一
エゴボスラーの部下。階級は戦略情報部長兼親衛隊隊長。メカンドルとは対照的に知略に優れるが、卑怯で卑劣な手段と虐殺、弱い者いじめを誰よりも楽しみ（子供まで人質に取るほどである）、弱者に対して特に容赦しない偏執狂な幹部。別人に成り済まして変装することもある（第26話）。また、渋々ながらも相手の期待を裏切らずに最後まで交渉を成立させようとする面もあるが、最終的にはメカンドルに妨害されてしまう。終盤まではエゴボスラーに忠実に仕えてきたが、第38話・第39話では彼の失敗でエゴボスラーの怒りを買ってしまう。その腹いせにライダーコマンドを使って伯爵家の出生の秘密（第27話）を知ったことで野心が目覚め、エゴボスラーを罠にかけて裏切り銃殺刑を宣告する。エゴボスラーを失脚させた後、ギャラクターの権力を握り、ガッチャマン基地や南部博士を抹殺すべく全部隊に総攻撃を開始させる。
最終的にはガッチャマン基地と南部博士はエゴボスラーによって葬られ、最期は地獄の底から這い上がってきたエゴボスラーによって第43話冒頭で銃殺刑にされ、「弱虫」と切り捨てられている。
メカンドル
声 - 宮村義人
エゴボスラーの部下。階級は将軍もしくは機甲師団長。力押しの作戦を好み、乱暴で好戦的で短気な性格をした幹部。弱い女性にも容赦しないほど残忍である。
同じファミリーの同志であることから正反対な性格のケンペラーと仲間割れをしてしまうこともあるが、彼とは深い険悪な関係では無かった。ケンペラーやファミリーの長老たちの言うとおりエゴボスラーがギャラクター（およびエゴボスラーファミリー）の直系の指導者ではないことが分かっても、彼に対する忠誠心は誰よりも厚く、ケンペラーが反乱を起こしたときもエゴボスラーを裏切ることなく仕え、共に行動を取る。
ケンペラーが失脚後、正式にエゴボスラーの副官になる。最期は総統Zの攻撃から身を挺してエゴボスラーを守り、身体が跡形もなく溶解された。
マーストラ
声 - 市川治
『II』から引き続き登場するギャラクターの幹部。前作のソーラーシフト計画の失敗で、失脚して以来姿を消していたが、第22話に再び火星から地球へ飛来した。総統Zと同じく亡き総裁Xの意志を引き継いでおり、総統Zにも忠誠を誓っている。自分に対して傲慢不遜な態度を取るエゴボスラーと対立し総統Z麾下のギャラクター首領の座を争うが、後にエゴボスラーに見捨てられマーストラ円盤を忍者隊に撃墜され死亡する（第30話）。
ギャラクター隊員
声 - 稲葉実、千葉繁 、長堀芳夫、小幡研二、納谷六朗、広瀬正志、他
前作に引き続いて登場するギャラクターの一般隊員。第3のギャラクターと言うべき存在でもある。シンボルマーク、隊員服などの装備は旧ギャラクターの物を踏襲している。
また本作品の特徴として「アイアンコマンド」「ライダーコマンド」「レスラーコマンド」という特殊部隊が、一般隊員とは別に設定されている点が挙げられる。各コマンド隊員は科学忍者隊に匹敵か、それ以上の恐るべき能力を有しており、特にレスラーコマンドはサイボーグであるジョーや、力自慢の竜を軽くあしらうほどのパワーを持ち、肉弾戦で忍者隊を苦戦させるという、従来のギャラクター隊員にはなかった活躍を見せた。
ギャラクター襲名以前は、第1話のみ「エゴボスラーファミリー隊員」も配備されていた。その他にもマーストラー直属の配下やザバンダが率いる軍隊、エゴボスラーの側近兵（第25話）、伯爵家のメイドのゼルダを追跡したギャラクター隊員（第27話）、量産型飛行鉄獣「クモファントム」を操縦していたギャラクター隊員（第45話）などの特殊部隊も登場していた。
ギャラクターの特殊部隊としては第1作の「ブラックバード」「デブルスター」や『II』の「ギャラコン」などが存在したが、実力はこの各コマンドの方が上である。

## ナレーター
声 - 納谷六朗

## 登場メカ
バードスタイル
基本的に外見は『II』と大きな変化はないが、全員へ支給される拳銃が「ソニックガン」から、よりコンパクトな新型に更新されている。
ニューゴッドフェニックス
第1話で鉄獣メカの攻撃を受けて大破した。
Gメカ
科学忍者隊は本作品でもGメカと呼ばれる専用のマシンをそれぞれが使用している。本作品では5機のGメカが合体して、大型戦闘機ガッチャ・スパルタンになる。
各Gメカには番号が振られ、機体色は白を基調としている。縁取りの色は各機異なるが、合体後はG1号メカの縁取りの色である赤で統一される。玩具では合体後も縁取りの色はそのままである。
前作『II』同様、各Gメカには第一作に見られるような変形・偽装機能はない。合体の都合上、全機が飛行可能で、合体後はシートが移動して全メンバーが総合コクピットへと移る。
G1号（ガッチャ1）
大鷲の健が搭乗する戦闘機。縁取りの色は赤。合体時はガッチャ・スパルタンの機首になる。武装は機関砲、レーザー砲、ミサイル。鴨技師長の説明によれば、操縦方法は前G1号メカ、イーグルシャープとほぼ同じとのことである。ガッチャマンフェンサーを構えた健が上に乗った状態でG1号のみがガッチャ・スパルタンから再分離し、斬り掛かる戦法をとることができる。初期はこの戦法で敵メカの戦闘力を奪った後に再合体して体当たりを敢行し、撃退していた。
G2号（ガッチャ2）
コンドルのジョーが搭乗する飛行可能なフォーミュラカータイプのマシン。合体前の縁取りの色は青。合体時はガッチャ・スパルタンの上面になる。武装は機関砲の他、コンドルフィーバーという強力なミサイルを装備している。ハイパーシュート時には健はこの機体の上部で構えを取る。最終回、Zの体内でガッチャ・スパルタンが身動きが取れなくなったときに、唯一動ける本車に科学忍者隊全員がしがみつき、壁を垂直走行。ブラックボックスの反応を頼りにZの核へと肉薄した。
G3号（ガッチャ3）
白鳥のジュンが搭乗するVTOL機。合体前の縁取りの色は緑。機関砲、ミサイルを装備している。合体時はガッチャ・スパルタンの中央部・垂直離着陸用エンジンになる。合体の都合上、前2作とは違いバイクタイプのマシンではなくなっている。
G4号（ガッチャ4）
燕の甚平が搭乗する飛行戦車。合体前の縁取りの色は黒。機関砲、ロケット砲を装備している。合体時はガッチャ・スパルタンの中部から後部になる。前々作での装甲車タイプのコンセプトが復活しており、新たな装備も追加されている。
G5号（ガッチャ5）
みみずくの竜が搭乗する水陸両用工作車で、飛行も可能。合体前の縁取りの色は黄色。ミサイル、機関砲、マジックハンドを装備している。合体時はガッチャ・スパルタンの後部・着陸用車輪・メインエンジン・総合コクピットになる。個人マシンということもあり、前作のマシンのコンセプトを受け継いだマシンとなった。
ガッチャ・スパルタン
忍者隊が乗り込む5機のGメカが大鷲の健の「ユーナイト（unite）、ガッチャ・スパルタン！」のかけ声で合体して完成する、大型戦闘機（玩具ではこれを五連合体作戦と呼ぶ）。第1話で大破したニューゴッドフェニックスに代わる戦闘機でもある。ちなみに分離するときは「ブランチアウト」というが、合体状態があまりにも強力なため合体した場合、戦闘中に再度5機に分離するような作戦はほとんど行われていない。合体完了と共にデルタパワーフィールドという力場に機体全体が覆われ、鉄獣メカの攻撃を大幅に和らげる。フィールドの出力を上げれば体当たり攻撃も可能。
三角形の紙飛行機を裏返したような三角錐に近い独特の形状を持ち、今でいうステルス戦闘機のようなデザインをしている。主な武装は機関砲、スパルタンレーザー。前作までの必殺技・科学忍法火の鳥に変わり、デルタパワーフィールドとガッチャマンフェンサーとの連動による科学忍法ハイパーシュートが最大の必殺技。これは16話から登場し、ハイパーシュート用Gスーツの採用とジェネレーター出力が向上したことで可能となった。それに伴いOPアニメの一部が変更されている。
前作のニューゴッドフェニックス同様、ポピーの村上克司のアイデアが随所に盛り込まれているが、こちらは玩具的にもデザイン的にも優れたものになっている。初代のゴッドフェニックスからは全くかけ離れた姿になってしまったものの、5機が合体することで必殺技が使用可能になるという点では前作のニューゴッドフェニックスよりも初代のゴッドフェニックスのコンセプトに近い。
最終決戦時、総統Zの中心核を破壊した忍者隊は反物質小惑星を止めようとするが、全員そこで力尽きてしまう。しかし南部長官の形見である火の鳥のペンダントが光り輝き、その光が5機のメカを集結させ火の鳥となり、Zの内部を突き破って外に飛び出した。忍者隊自身は光に包まれてスパルタンに搭乗したのかどうかは不明なため、生死の分からないままラストを迎えることとなった。
ガッチャマン基地
前作の移動基地Gタウンに代わり、科学忍者隊の本拠地となる基地。地中深くに建造され、各Gメカ発進の際にはシャフトでせり上がり、分厚い岩盤を幾重にも重ねたゲートを開放して発進させる。なお、従来の基地と違って移動は不可能らしい。また、南部博士が常駐しないため、従来と違い研究ラボとしての機能を有さない戦闘基地的な性格が強く、鴨技師長ら整備技術者はいるが、かつて見られた科学者然とした研究者が見当たらない。第41話でギャラクターのスパイSP-2号が持ち込んだアンテナ物質によって所在地を発見され、鉄獣メカの地中魚雷攻撃で破壊された。
Gタウン
『II』から引き続き登場する科学忍者隊の水中移動基地。ただし描写は第1話の室内のみ。ガッチャマン基地崩壊後の再利用はされていない。
鉄獣メカ
総統Zが製造するギャラクターの巨大メカ。本作品では第1話ほか、画面対比から見て、ニューゴッドフェニックスの10倍以上にも達するような巨大な鉄獣が度々見られた。従来作が怪獣的デザインだったのに対して、動力パイプを持つなど兵器然とした物が増えている。また、決戦兵器との扱いではなく、通常戦力として多数の鉄獣が同時に登場する場面も多い（ただし、旧作でも再生鉄獣の総攻撃的な同時登場はあった）。
エゴボスラーファミリー戦闘兵器
戦車、戦闘機、戦闘ヘリなどが存在。ギャラクター襲名以前の開発だが、それでもオーバーテクノロジーで地中から現れる戦車を始め、軍事的な常識からすると驚異のメカも多い。前半までは国連軍が全く歯が立たず、数の上では侵攻の主力を占める高性能兵器群である。
フェーザー戦車
後半より登場する国連軍の新型戦車。砲塔には鉄獣にすら有効打を与えられる連装のフェザービーム砲を搭載しており、この戦車の大量配備によってギャラクターに押されていた各地の戦線は急激に押し戻されることとなる。ガッチャマン基地や国際科学技術庁本部にも配備されている。
ギャラタウン
サタンホーフェン陥落目前に建設されたギャラクターの新本拠地。総統Zが用意した巨大な地下都市で、内部はエゴボスラー城を筆頭に「何から何までサタンホーフェンそっくり」に再現されており、自室を目にしたエゴボスラーを唸らせている（蓄音機まで用意され、ラッパからは「英雄」が流れていた）。第43話で南部博士の仇討ちとばかりに乗り込んできた科学忍者隊の急襲により壊滅した。

## 制作スタッフ
- 製作：吉田健二
- 企画：九里一平、柳川茂、鳥海尽三、陶山智
- 原作：吉田竜夫（連載誌 - 『てれびくん』[注釈 7]、『小学館学習雑誌』）
- キャラクターデザイン：天野喜孝、高田明美
- 美術デザイン：中村光毅
- メカニックデザイン：大河原邦男
- 作画監修：宮本貞雄
- SF考証：小隅黎
- 音楽：筒井広志
- プロデューサー：九里一平、宮田知行
- 総監督：原征太郎
- 脚本協力：鳥プロ
- 色指定：羽生道代、鶴巻のりこ
- 編集：三木幸子、戸田れい子
- 録音ディレクター：水本完
- 録音：兼子芳博
- 効果：加藤昭二（アニメサウンドプロダクション）
- 現像：東洋現像所、スキアニメ協力
- 担当：別所孝治（フジテレビ）、内間稔・大野実（読売広告社）、小林正典（タツノコプロ）
- 制作：タツノコプロ、フジテレビ

## 主題歌
原点回帰を目指し、第1作の主題歌を作曲した小林亜星が再起用された。ただし、第1作で編曲を担当したボブ佐久間は本作品には不参加。
オープニングテーマ「ガッチャマンファイター」
作詞：丘灯至夫 / 作曲：小林亜星 / 編曲：高田弘 / 歌：ささきいさお、コロムビアゆりかご会
テレビ放映版とレコード収録版では、前者のキーが約全音高くなっている。
エンディングテーマ「ぼくらのガッチャマン」
作詞：小山高男 / 作曲：小林亜星 / 編曲：高田弘 / 歌：コロムビアゆりかご会
前作の挿入歌「僕等のガッチャマン」とは異なる。

## 各話リスト
| 話 | 放送日         | サブタイトル               | 脚本            | 演出                | 作画監督 | 美術担当                   |
| -- | -------------- | -------------------------- | --------------- | ------------------- | -------- | -------------------------- |
| 1  | 1979年 10月7日 | 新たなる暗雲               | 鳥海尽三        | 真下耕一            | -        | 佐藤輝信 佐藤広明          |
| 2  | 10月14日       | 登場！ガッチャ・スパルタン | 陶山智          | 植田秀仁            | -        | 佐藤輝信 佐藤広明          |
| 3  | 10月21日       | 汚されたオアシス           | 酒井あきよし    | 西久保瑞穂 津田義三 | -        | -                          |
| 4  | 10月28日       | アイアンコマンドの挑戦     | 吉田和宏        | 内田有紀彦 石田正平 | -        | -                          |
| 5  | 11月4日        | 突撃！わんばく戦士         | 中原朗          | 岡崎邦彦 津田義三   | 湖川友謙 | -                          |
| 6  | 11月11日       | 燃えろ！Gフェンサー        | 陶山智          | 真下耕一 石田正平   | -        | -                          |
| 7  | 11月18日       | 巨大鉄獣を奪え！           | 鳥海尽三        | 植田秀仁            | 河合静男 | 佐藤輝信 佐藤広明 山元健生 |
| 8  | 11月25日       | 決死のならず者戦隊         | 関口修          | 内田有紀彦 津田義三 | 河合静男 | 佐藤輝信 佐藤広明 山元健生 |
| 9  | 12月2日        | 消滅光線砲の恐怖           | 田口章一        | 高垣幸蔵 石田正平   | 須田正己 | 佐藤輝信 佐藤広明 山元健生 |
| 10 | 12月9日        | 危うし！ガッチャマン基地   | 中原朗          | 平谷寿敏 植田秀仁   | 湖川友謙 | 佐藤輝信 佐藤広明 山元健生 |
| 11 | 12月16日       | サタン特急Zプレス          | 関口修          | 永樹凡人 高垣幸蔵   | -        | 佐藤輝信 佐藤広明 山元健生 |
| 12 | 12月23日       | マントル基地爆破指令       | 陶山智          | 内田有紀彦 津田義三 | -        | 佐藤輝信 佐藤広明 山元健生 |
| 13 | 12月30日       | 激烈?!アグリカ決戦         | 山本優          | 高垣幸蔵            | 河合静男 | 佐藤輝信 佐藤広明 山元健生 |
| 14 | 1980年 1月6日  | 炎上！エゴボスラー宮殿     | 山本優          | 高垣幸蔵            | 河合静男 | 佐藤輝信 佐藤広明 山元健生 |
| 15 | 1月13日        | 地獄で燃える野望           | 陶山智          | 高野太              | 河合静男 | 佐藤輝信 佐藤広明 山元健生 |
| 16 | 1月20日        | 闇に舞う殺人蝶             | 熊谷節          | 岡崎邦彦 高垣幸蔵   | 河合静男 | 佐藤輝信 佐藤広明 山元健生 |
| 17 | 1月27日        | 戦慄の魔煙都市             | 中原朗          | 杉山有時 石田正平   | 湖川友謙 | 佐藤輝信 佐藤広明 山元健生 |
| 18 | 2月3日         | G1号華麗なる激突           | 山本優          | 高垣幸蔵 内田有紀彦 | 河合静男 | 佐藤輝信 佐藤広明 山元健生 |
| 19 | 2月10日        | 超物質に手を出すな！       | 曽田博久        | 高木厚炎 植田秀仁   | 河合静男 | 佐藤輝信 佐藤広明 山元健生 |
| 20 | 2月17日        | 出現！トリプル鉄獣の恐怖   | 関口修          | 落合正宗 高垣幸蔵   | 河合静男 | 佐藤輝信 佐藤広明 山元健生 |
| 21 | 2月24日        | 怒れジョー！戦慄の炎鳥     | 山崎晴哉        | 杉山有時 香川豊     | 河合静男 | 佐藤輝信 佐藤広明 山元健生 |
| 22 | 3月2日         | 人工衛星爆破指令           | 中原朗          | 広川和之 石田正平   | 河合静男 | 佐藤輝信 佐藤広明 山元健生 |
| 23 | 3月9日         | 魔のメカランド             | 中原朗          | 貞光紳也 高垣幸蔵   | 河合静男 | 佐藤輝信 佐藤広明 山元健生 |
| 24 | 3月16日        | 誇り高き戦士               | 山本優          | 貞光紳也 植田秀仁   | 河合静男 | 佐藤輝信 佐藤広明 山元健生 |
| 25 | 3月23日        | 地獄のスカイライダー       | 山本優          | 真下耕一 石田正平   | 河合静男 | 佐藤輝信 佐藤広明 山元健生 |
| 26 | 3月30日        | G1号怒りの新殺法           | 桜井正明        | 岡崎邦彦 高垣幸蔵   | 河合静男 | 佐藤輝信 佐藤広明 山元健生 |
| 27 | 4月6日         | エゴボスラー出生の謎       | 山本優          | 真下耕一 香川豊     | 河合静男 | 佐藤輝信 佐藤広明 山元健生 |
| 28 | 4月13日        | 死闘！裏切りの谷           | 山崎晴哉        | 貞光紳也 高垣幸蔵   | 河合静男 | 佐藤輝信 佐藤広明 山元健生 |
| 29 | 4月20日        | 非情！引き裂れた兄妹       | 山中延高        | 落合正宗 高垣幸蔵   | 河合静男 | 佐藤輝信 佐藤広明 山元健生 |
| 30 | 4月27日        | 忍び寄るエイリアン         | 中原朗          | 落合正宗            | 河合静男 | 上川地郎                   |
| 31 | 5月4日         | 激走！トレインチェイス     | 山崎晴哉        | 杉山有時 高垣幸蔵   | 河合静男 | 佐藤輝信 佐藤広明 山元健生 |
| 32 | 5月11日        | 宇宙パルスの謎             | 鳥海尽三        | 高垣幸蔵            | 河合静男 | 佐藤輝信 佐藤広明 山元健生 |
| 33 | 5月18日        | はたされた約束             | 鳥海尽三        | 貞光紳也 植田秀仁   | 河合静男 | 佐藤輝信 佐藤広明 山元健生 |
| 34 | 5月25日        | エゴボスラーの策略         | 中原朗          | 岡崎邦彦 高垣幸蔵   | 河合静男 | 佐藤輝信 佐藤広明 山元健生 |
| 35 | 6月1日         | 死の影せまるG1号           | 陶山智          | 杉山有時 石田正平   | 河合静男 | 佐藤輝信 佐藤広明 山元健生 |
| 36 | 6月8日         | ハイパー・シュートの危機   | 山本優          | 落合正宗            | 落合正宗 | -                          |
| 37 | 6月15日        | よみがえれガッチャマン     | 山本優          | 貞光紳也 高垣幸蔵   | 河合静男 | 佐藤輝信 佐藤広明 山元健生 |
| 38 | 6月22日        | 友情のブレスレット         | 山中延高        | 石田正平            | 河合静男 | 佐藤輝信 佐藤広明 山元健生 |
| 39 | 6月29日        | 失脚！エゴボスラー伯爵     | 山本優          | 杉山有時 高垣幸蔵   | 河合静男 | 佐藤輝信 佐藤広明 山元健生 |
| 40 | 7月5日         | メカ竜巻の急襲！           | 中原朗          | 落合正宗 石田正平   | 河合静男 | 佐藤輝信 佐藤広明 山元健生 |
| 41 | 7月12日        | 崩壊！ガッチャマン基地     | 鳥海尽三 陶山智 | 杉山有時 津田義三   | 須田正己 | 佐藤輝信 佐藤広明 山元健生 |
| 42 | 7月19日        | 南部長官の最期             | 鳥海尽三 陶山智 | 植田秀仁            | 河合静男 | 佐藤輝信 佐藤広明 山元健生 |
| 43 | 7月26日        | ギャラタウンの壊滅         | 中原朗          | 落合正宗 石田正平   | 河合静男 | 佐藤輝信 佐藤広明 山元健生 |
| 44 | 8月3日         | 迫り来る宇宙の悪魔         | 鳥海尽三        | 高垣幸蔵 香川豊     | 河合静男 | 佐藤輝信 佐藤広明 山元健生 |
| 45 | 8月10日        | 驚異の反物質惑星           | 陶山智          | 高垣幸蔵 石田正平   | 河合静男 | 佐藤輝信 佐藤広明 山元健生 |
| 46 | 8月17日        | G1号必死のハイ・パワー     | 陶山智          | 杉山有時 津田義三   | 河合静男 | 佐藤輝信 佐藤広明 山元健生 |
| 47 | 8月24日        | 地球消滅！3・2・1          | 山本優          | 真下耕一            | 河合静男 | 佐藤輝信 佐藤広明 山元健生 |
| 48 | 8月31日        | 永遠のガッチャマン         | 山本優          | 植田秀仁            | 河合静男 | 佐藤輝信 佐藤広明 山元健生 |

## 放送局
系列は当時の系列、放送時間は個別に出典が提示されている局を除き1980年7月中旬 - 8月上旬時点（テレビ長崎については1980年3月中旬 - 4月上旬時点）のものとする。
| 放送地域       | 放送局         | 放送系列                                     | 放送時間                                                                | 備考                    |
| -------------- | -------------- | -------------------------------------------- | ----------------------------------------------------------------------- | ----------------------- |
| 関東広域圏     | フジテレビ     | フジテレビ系列                               | 日曜 18:00 - 18:30                                                      | キー局                  |
| 北海道         | 北海道文化放送 | フジテレビ系列                               | 日曜 18:00 - 18:30                                                      |                         |
| 宮城県         | 仙台放送       | フジテレビ系列                               | 日曜 18:00 - 18:30                                                      | [ 5 ]                   |
| 秋田県         | 秋田テレビ     | フジテレビ系列                               | 日曜 18:00 - 18:30                                                      |                         |
| 山形県         | 山形テレビ     | フジテレビ系列                               | 日曜 18:00 - 18:30                                                      | [ 注釈 8 ]              |
| 長野県         | 長野放送       | フジテレビ系列                               | 日曜 18:00 - 18:30                                                      |                         |
| 静岡県         | テレビ静岡     | フジテレビ系列                               | 日曜 18:00 - 18:30                                                      |                         |
| 富山県         | 富山テレビ     | フジテレビ系列                               | 日曜 18:00 - 18:30                                                      |                         |
| 石川県         | 石川テレビ     | フジテレビ系列                               | 日曜 18:00 - 18:30                                                      |                         |
| 福井県         | 福井テレビ     | フジテレビ系列                               | 日曜 18:00 - 18:30                                                      |                         |
| 中京広域圏     | 東海テレビ     | フジテレビ系列                               | 日曜 18:00 - 18:30                                                      |                         |
| 近畿広域圏     | 関西テレビ     | フジテレビ系列                               | 日曜 18:00 - 18:30                                                      |                         |
| 鳥取県・島根県 | 山陰中央テレビ | フジテレビ系列                               | 日曜 18:00 - 18:30                                                      |                         |
| 岡山県・香川県 | 岡山放送       | フジテレビ系列                               | 日曜 18:00 - 18:30                                                      |                         |
| 広島県         | テレビ新広島   | フジテレビ系列                               | 日曜 18:00 - 18:30                                                      |                         |
| 愛媛県         | 愛媛放送       | フジテレビ系列                               | 日曜 18:00 - 18:30                                                      | 現・テレビ愛媛。        |
| 福岡県         | テレビ西日本   | フジテレビ系列                               | 日曜 18:00 - 18:30                                                      |                         |
| 佐賀県         | サガテレビ     | フジテレビ系列                               | 日曜 18:00 - 18:30                                                      |                         |
| 熊本県         | テレビ熊本     | フジテレビ系列 日本テレビ系列 テレビ朝日系列 | 日曜 18:00 - 18:30                                                      |                         |
| 宮崎県         | テレビ宮崎     | フジテレビ系列 日本テレビ系列 テレビ朝日系列 | 日曜 18:00 - 18:30                                                      |                         |
| 沖縄県         | 沖縄テレビ     | フジテレビ系列                               | 日曜 18:00 - 18:30                                                      |                         |
| 青森県         | 青森放送       | 日本テレビ系列 テレビ朝日系列                | 土曜 17:00 - 17:30                                                      |                         |
| 岩手県         | 岩手放送       | TBS系列                                      | 木曜 17:30 - 18:00                                                      | 現・IBC岩手放送。       |
| 福島県         | 福島テレビ     | TBS系列 フジテレビ系列                       | 日曜 17:30 - 18:00（1980年3月まで） 土曜 17:00 - 17:30（1980年4月から） |                         |
| 新潟県         | 新潟総合テレビ | フジテレビ系列 日本テレビ系列 テレビ朝日系列 | 水曜 18:30 - 19:00                                                      | 現・NST新潟総合テレビ。 |
| 山梨県         | 山梨放送       | 日本テレビ系列                               | 月曜 19:00 - 19:30                                                      |                         |
| 山口県         | 山口放送       | 日本テレビ系列 テレビ朝日系列                | 火曜 17:15 - 17:45                                                      |                         |
| 徳島県         | 四国放送       | 日本テレビ系列                               | 水曜 17:30 - 18:00                                                      |                         |
| 高知県         | 高知放送       | 日本テレビ系列                               | 土曜 17:30 - 18:00                                                      |                         |
| 長崎県         | テレビ長崎     | フジテレビ系列 日本テレビ系列                | 金曜 18:30 - 19:00                                                      |                         |
| 大分県         | 大分放送       | TBS系列                                      | 金曜 17:20 - 17:50                                                      |                         |
| 鹿児島県       | 鹿児島テレビ   | 日本テレビ系列 フジテレビ系列 テレビ朝日系列 | 土曜 17:55 - 18:25                                                      |                         |

## 補足
- 本作品終了後の1980年10月10日、千代田会館内にあった千代田公会堂で上映会が行われたが、そのときの入場券は南部（考三郎でなく耕三郎と表記）博士の告別式の案内状を模したものとなっていた。ちなみに、上映作品は前々作の劇場版、前作『ガッチャマンII』53話、そして本作品『ガッチャマンF』から、42話、47話、48話だった。
- タカラより2003年、ミクロアクションとして発売された大鷲の健のフィギュアには、本作品に登場したガッチャマンフェンサーが付属していた。